# باغ‌وحش آنتورپ
باغ وحش آنتورپ (هلندی: ZOO Antwerpen) در مرکز شهر آنتورپ و در مجاورت ایستگاه مرکزی قطار است و قدیمی‌ترین باغ وحش کشور بلژیک است.این مکان در سال ۱۸۴۳ تأسیس شده و علاوه بر استفاده عمومی، مرکزی برای تحقیقات جانورشناسی نیز هست.
در سال ۲۰۰۷ باغ وحش آنتورپ جایزه "بهترین محل نگهداری حیوانات در قرن نوزدهم" را از آن خود کرد.